# Villava
Villava (baszkul: Atarrabia) település Spanyolországban, Navarra autonóm közösségben. Villava Pamplona, Ezcabarte, Huarte/Uharte és Burlada községekkel határos. Lakosainak száma 10 016 fő (2024).

## Népesség
A település népessége az elmúlt években az alábbi módon változott:
| Lakosok száma | 9516 | 10 179 | 10 226 | 10 642 | 10 496 | 10 211 | 10 217 | 10 204 | 10 022 | 10 016 |
|               | 2001 | 2004   | 2007   | 2009   | 2012   | 2014   | 2017   | 2019   | 2022   | 2024   |